# Hemmeligheder (film)
Hemmeligheder er en dansk kortfilm fra 2009 instrueret af Johannes Pico Geerdsen.

## Handling
Jens har en mistanke om, at Anna er ham utro, men er fast besluttet at samle stumperne af ægteskabet op.

## Medvirkende
- Søren Malling
- Vicki Berlin
- Tania Maria Odgaard
- Martin Hylander